# Sphenodesme pentandra
Sphenodesme pentandra là một loài thực vật có hoa trong họ Hoa môi. Loài này được Jack miêu tả khoa học đầu tiên năm 1820.